# Krypno (gemeente)
De gemeente Krypno is een landgemeente in het Poolse woiwodschap Podlachië, in powiat Moniecki.
De zetel van de gemeente is in Krypno (tot 30 december 1999 Krypno Kościelne genoemd).
Op 30 juni 2004 telde de gemeente 4170 inwoners.

## Oppervlakte gegevens
In 2002 bedroeg de totale oppervlakte van gemeente Krypno 112,69 km², waarvan:
- agrarisch gebied: 80%
- bossen: 10%

De gemeente beslaat 8,15% van de totale oppervlakte van de powiat.

## Demografie
Stand op 30 juni 2004:
| Omschrijving                   | Totaal | Totaal | Vrouwen | Vrouwen | Mannen | Mannen |
| ------------------------------ | ------ | ------ | ------- | ------- | ------ | ------ |
| eenheid                        | aantal | %      | aantal  | %       | aantal | %      |
| inwoners                       | 4170   | 100    | 2070    | 49,6    | 2100   | 50,4   |
| bevolkingsdichtheid (inw./km²) | 37     | 37     | 18,4    | 18,4    | 18,6   | 18,6   |

In 2002 bedroeg het gemiddelde inkomen per inwoner 1364,75 zł.

## Plaatsen
Bajki-Zalesie, Białobrzeskie, Dębina, Długołęka, Góra, Kruszyn, Krypno Kościelne, Krypno Wielkie, Kulesze-Chobotki, Morusy, Peńskie, Rekle, Ruda, Zastocze, Zygmunty.

## Aangrenzende gemeenten
Dobrzyniewo Duże, Knyszyn, Mońki, Tykocin, Trzcianne